# Robert Menzies

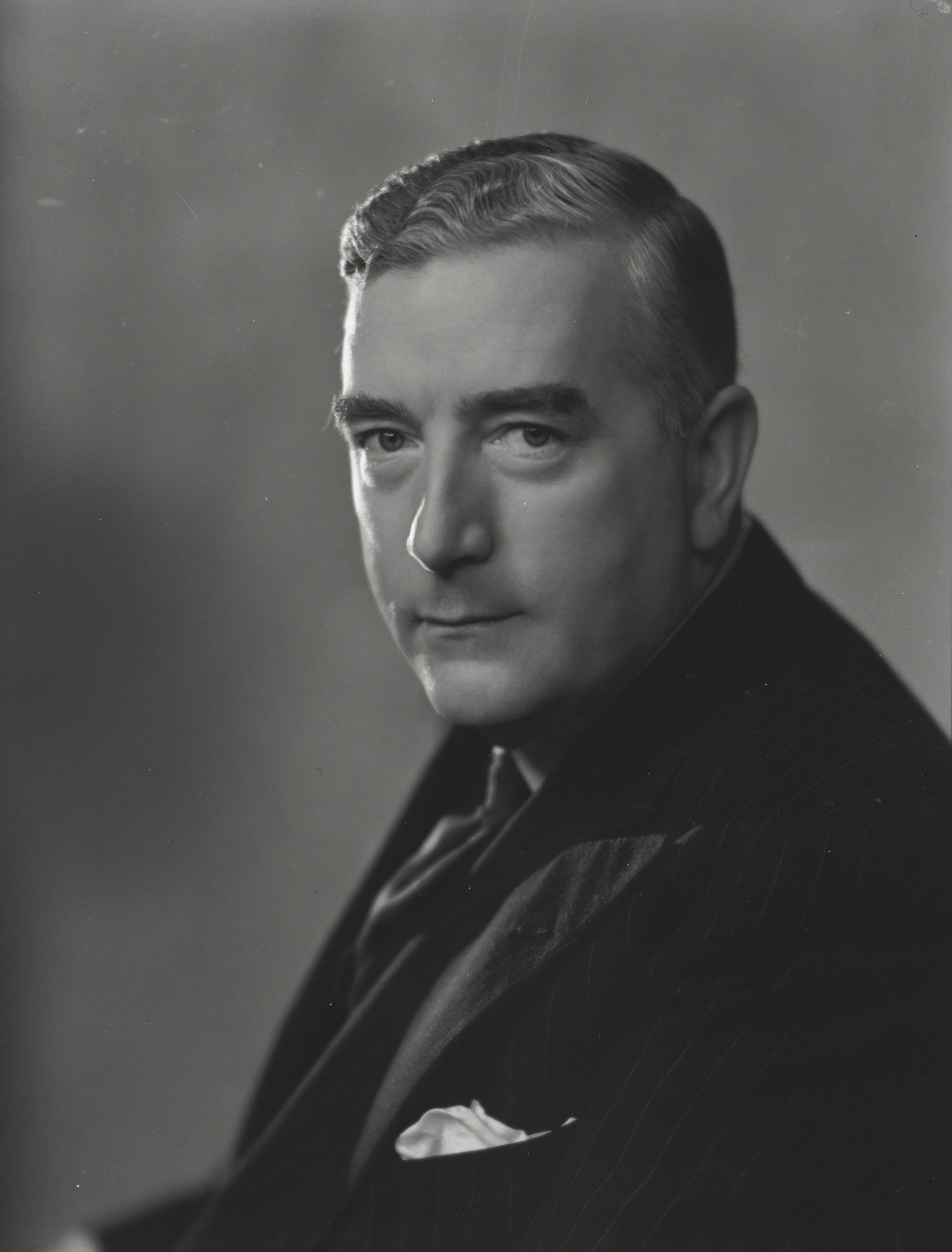
Robert Gordon Menzies

Sir Robert Gordon Menzies (* 20. Dezember 1894 in Jeparit, Victoria; † 15. Mai 1978 in Melbourne) war ein australischer Jurist und Politiker. Von 1939 bis 1941 und von 1949 bis 1966 war er Premierminister.

## Leben
Nach dem Studium der Rechtswissenschaften an der Universität von Melbourne 1916 arbeitete er von 1918 als Staatsanwalt am High Court of Australia, von 1934 bis 1939 als Generalstaatsanwalt. Als führendes Mitglied (Vorsitz 1943) der Vereinigten Australischen Nationalpartei (United Australia Party) (seit 1949: Liberale Partei, Liberal Party) amtierte er von 1939 bis 1941 als Premierminister Australiens. Zuvor hatte er seit 1934 schon einigen Ministerien wie dem Eisenbahnministerium vorgestanden. Er war es, der Lady Millie Peacock nach dem Tod ihres Mannes Sir Alexander Peacock ermunterte, als Nachfolgerin für dessen Parlamentssitz zu kandidieren und somit als erste Frau ins Parlament des Bundesstaates Victoria einzuziehen.
Von 1943 bis 1949 galt Menzies als Führer der liberalen Opposition. Danach wurde der Befürworter einer engen Zusammenarbeit mit Großbritannien und den USA erneut Premierminister. 1963 erhob ihn die britische Königin Elisabeth II. zum Knight Companion des Distelordens und damit in den persönlichen Adelsstand. Da er dem schottischen Clan Menzies entstammte, erfüllte er auch als australischer Staatsbürger die Ordensregeln, die die Mitgliedschaft in der Regel Schotten vorbehält. Er war der einzige Australier, der je in diesen schottischen Orden aufgenommen wurde. 
Menzies betrieb eine stark antikommunistische Politik, die ein Verbot der Communist Party of Australia im Jahr 1940 sowie einen weiteren Verbotsversuch zehn Jahre später beinhaltete. Obwohl letzterer 1951 scheiterte, hielten Diffamierungen von Kommunisten weiter an und zwangen u. a. den Anthropologen Fred Rose, einen Vertrauten Peter Worsleys, dazu, das Land zu verlassen.
1956 schaltete er sich erfolglos als Vermittler in der Suezkrise ein. Nach einer Amtszeit von 17 Jahren löste ihn 1966 sein designierter Nachfolger Harold Holt ab, ein pragmatischer liberaler Wirtschafts- und Finanzpolitiker, der nach nicht ganz zwei Jahren Amtszeit beim Baden unter nicht gänzlich geklärten Umständen im Tanggürtel der Meeresküste verschwand. Menzies stand nicht mehr für eine Amtsübernahme zur Verfügung, sodass John Gorton als Kandidat erfolgreich war. Von der britischen Königin wurde Menzies als erster Australier überhaupt zum Lord Warden of the Cinque Ports ernannt. 1976 wurde er zum Knight des Order of Australia geschlagen.

## Ehrungen
Nach ihm ist der Mount Menzies in der Antarktis benannt.

## Veröffentlichungen
- Afternoon Light. Some Memories of Men and Events. Cassell Australia Ltd. 1967; als Penguin Book, Harmondsworth, Middlesex, England 1969.